# Lamberto H. Obregón Serrano
Lamberto H. Obregón Serrano (* 1900) war ein mexikanischer Botschafter.

## Leben
Seine Mutter war Amelia Serrano Barbeytia, eine Schwester von Francisco Roque Serrano Barbeytia, sein Vater war Lamberto Obregón Salido, der älteste Bruder von Álvaro Obregón.

1928, zwei Jahre nach dem Tod seines Onkels Serrano, zog Lamberto H. Obregón Serrano als Konsul 4. Klasse von Philadelphia nach Harris County (Texas).
Am 23. März 1933 war Lamberto H. Obregón Serrano mit dem Konsulat von Fresno nach Monterey in das Gebäude Rowell umgezogen.
Am 19. Januar 1935 wurde Lamberto H. Obregón Vicecónsul in Del Rio (Texas).
Ab dem 9. Juli 1936 war Lamberto H. Obregón Konsul in Fresno. Mit Wirkung vom 19. September 1939 wurde Lamberto H. Obregón Serrano wieder in den auswärtigen Dienst aufgenommen. 1942 war Lamberto H. Obregon, Cónsul de Tercera in Corpus Christi (Texas). 1944 war Lamberto H. Obregon, Konsul in Texas sein Amtsbezirk waren die Countys: Aransas County, Texas, Bee, Calhoun, Goliad, Jim Wells, Kleberg, Live Oak, Nueces, Refugio, San Patricio und Victoria.
Die mexikanische Regierung hatte die Schiffe der Achsenmächte angewiesen, bis zum 10. April 1941 die mexikanischen Häfen zu verlassen, andernfalls würden sie in mexikanische Dienste gestellt. Neben neun italienischen Schiffen wurden am 10. April 1941 in Tampico die MS Orinoco (9660 BRT), in Veracruz die Hameln (4351 BRT 1921 als SS Roland in der Stettiner Vulkan getauft) und die Marina O. als Puebla, SS Oaxaca und Tabasco ausgeflaggt. Die SS Oaxaca wurde auf einer Fahrt von New Orleans nach Vera Cruz, am 27. Juli 1942 von U 171 in der Matagorda Bay vor der Küste von Texas versenkt, wobei sechs Seeleute starben. Ein Schiffbrüchiger der SS Oaxaca, kam nach Auffassung der US-Behörden von einem Schiff des Deutschen Reichs und sollte interniert werden. Er fuhr mit einem Auto nach Corpus Christi (Texas), wo ihn Konsul Obregón mit Geld ausstattete, seine nordamerikanische Uniform aufbewahrte und als Souvenir eine Rettungsweste mit dem Siegel der Hamburg-Amerikanische Packetfahrt-Actien-Gesellschaft erhielt.
1948 wurde Lamberto H. Obregón Serrano erster Sekretär an der mexikanischen Botschaft in Warschau.
Am 21. September 1948 gab Lamberto H. Obregón Serrano der Grundschule Nr. 85 in der ulicy Ludwika Narbutta 14. den Namen „Benito Juárez“.
1958 wurde ihm von Dänemark der Dannebrog-Orden verliehen, den zu tragen das mexikanische Parlament per Gesetz erlaubte.
| Vorgänger             | Amt | Nachfolger                 |
| --------------------- | --- | -------------------------- |
| Manuel Y. de Negri    | Mexikanischer Geschäftsträger vom Generalkonsulat in Santiago de Chile nach San Salvador abgeordnet Juli 1938 bis Dezember 1938 | Vicente Estrada Cajigal    |
| Manuel J. Gándara     | Mexikanischer Botschafter in Warschau 22. Juni 1954 bis 2. Dezember 1955                                                        | Juan Manuel Alcaraz Tornel |
| Nicolás Graham Gurría | Geschäftsträger an der mexikanischen Botschaft in Caracas 7. Mai 1958 bis 15. Juli 1958                                         | Pedro Cerisola Salcido     |